# Direitos da mulher no Brasil

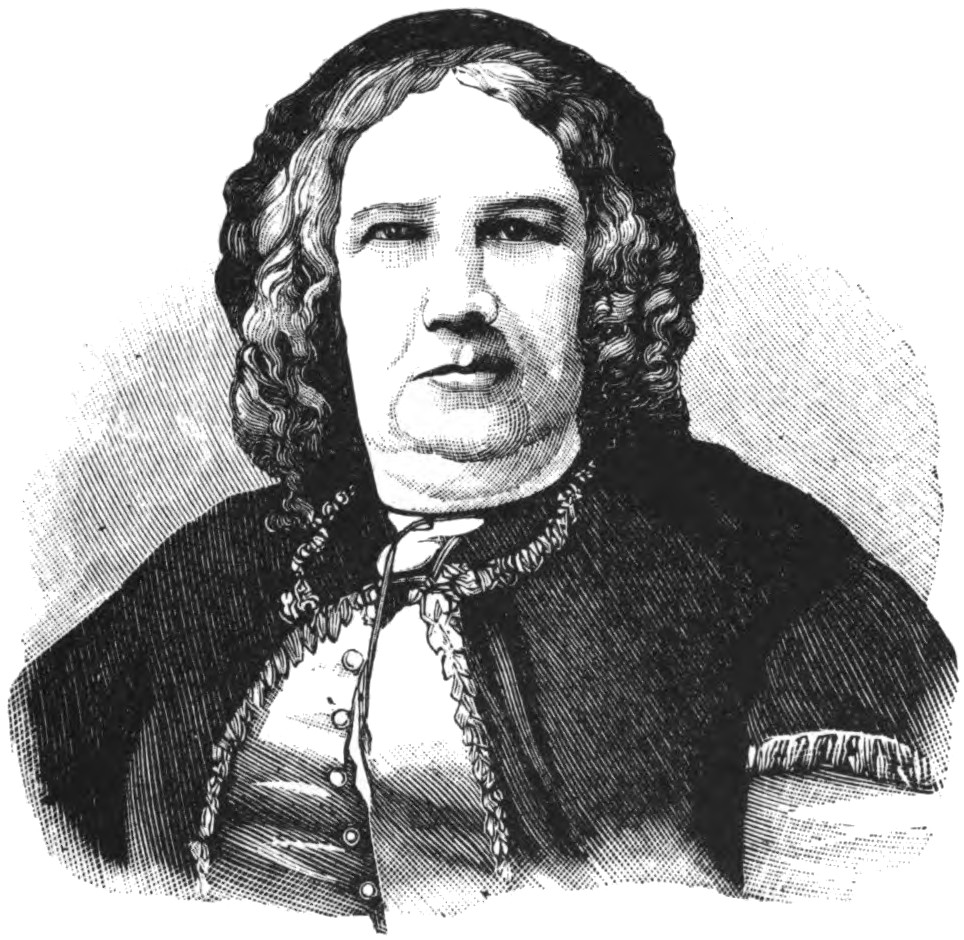
Nísia Floresta, considerada pioneira do feminismo no Brasil.

Os direitos da mulher no Brasil são parte dos direitos humanos no país voltados para as mulheres.

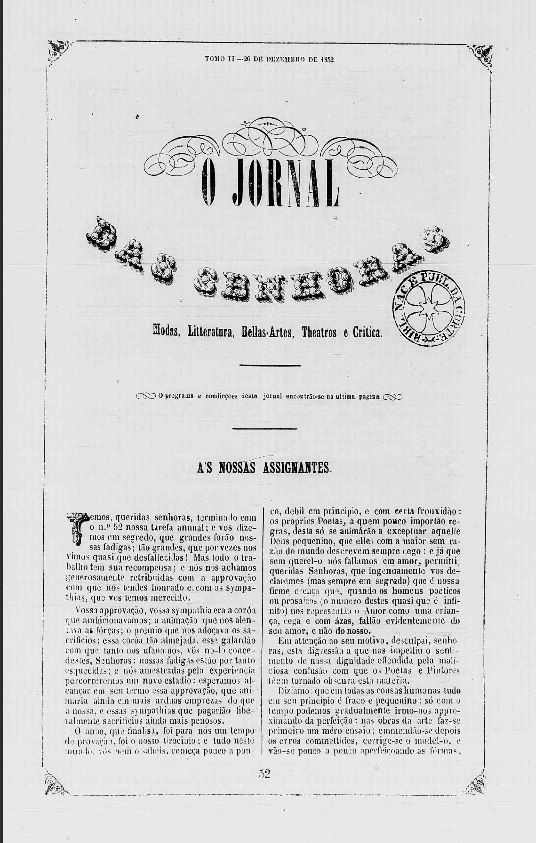
Capa da primeira edição do Jornal das Senhoras, 1852 (Acervo da Biblioteca Nacional do Brasil).

Os movimentos de mulheres no Brasil têm sido tradicionalmente liderados e apoiados por mulheres de classe média alta e tendem a ter natureza reformista em vez de revolucionária, apesar de haver exceções, principalmente em relação aos movimentos de reforma agrária. Apesar do direito feminino ao voto no Brasil ter sido concedido somente em 24 de fevereiro de 1932, com o Decreto n.º 21.076, só foi a partir da década de 1970 em diante que uma visão mais ampla e mais potente de movimentos de mulheres ocorreu no Brasil. Em 1979, o Brasil assinou e ratificou Convenção sobre a eliminação de todas as formas de discriminação contra as mulheres, uma convenção das Nações Unidas que tem como objetivo eliminar todas as formas de discriminação contra as mulheres. As mulheres no Brasil desfrutam dos mesmos direitos e deveres legais que os homens, o que é claramente expresso no Capítulo I da Constituição brasileira: «Homens e mulheres são iguais em direitos e obrigações.» Inciso I do artigo 5º.
O Fórum Econômico Mundial divulgou um estudo que indica que o Brasil tinha praticamente erradicado as diferenças de gênero na educação e tratamento de saúde, mas que as mulheres ficaram para trás em salários e influência política. De acordo com o SmartLab, iniciativa que é parceria entre Ministério Público do Trabalho e Organização Internacional do Trabalho , no Brasil as mulheres recebem 15% a menos que os homens . Em 2005, o Relator Especial da ONU Leandro Despouy [en] observou uma surpreendente baixa representação de mulheres no sistema judicial, ocupando "apenas 5% dos cargos no poder judiciário e no Ministério Público." Muitas mulheres foram eleitas prefeitas e muitas mulheres têm sido juízas federais. A primeira mulher a tomar posse no senado brasileiro foi Eunice Michiles em 1979. A primeira candidata a vice-presidente foi Iris de Araújo em 1994. Em 2009, 9% dos assentos no parlamento nacional eram ocupados por mulheres.

## Movimento sufragista

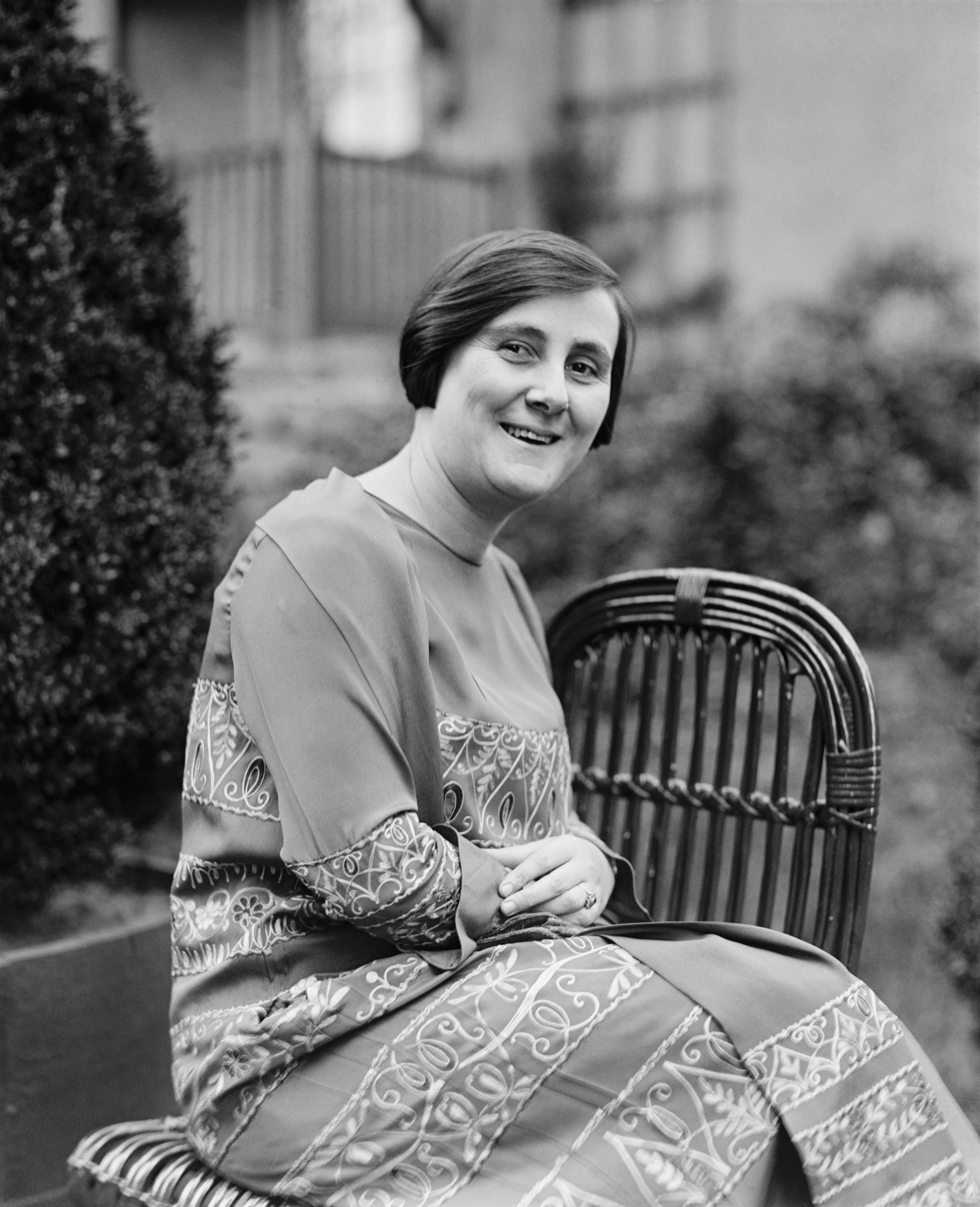
Berta Lutz, em 1925. Figura de destaque do movimento feminista no Brasil.

Em 1932, o direito ao voto foi concedido às mulheres no Brasil. Apesar de já existir um movimento feminista no Brasil desde meados do século XIX e de as mulheres já terem feito uma petição para que o sufrágio feminino fosse incluído na Constituição Republicana de 1891, o movimento pelo voto só começou a sério sob a liderança da bióloga e advogada feminista Bertha Lutz. Várias organizações de mulheres apareceram após a publicação de um artigo na Revista da Semana, jornal de destaque na época, que chamou as mulheres para provar seu valor diante dos homens através de suas realizações e se organizar para exigir o direito de voto.
Lutz fundou sua própria organização em conjunto com a sufragista americana Carrie Chapman Catt, em 1922: a Federação Brasileira para o Progresso da Mulher. Afiliada à Aliança Internacional da Mulher, a Federação se tornaria a principal organização sufragista no Brasil.
Sufragistas brasileiras eram mulheres profissionais e alfabetizadas, que somavam apenas uma pequena percentagem da população feminina do país. A maioria das mulheres era analfabetas. Por isso, a campanha pelo sufrágio não foi um movimento de massa e era decididamente moderado em sua natureza. O caráter conservador do movimento provocou pouca resistência por parte do governo e o sufrágio foi declarado por Getúlio Vargas em 1932 e, posteriormente, ratificado na Constituição de 1934.
Dois anos após o sufrágio feminino ter sido declarado na quinta Constituição do Brasil, duas mulheres foram eleitas para o Congresso e dez mulheres foram eleitas prefeitas e vereadoras. Apesar de já haver empregos governamentais para mulheres no passado, elas não tinham ocupado cargos eleitorais antes da constitucionalização do sufrágio feminino.

## Direitos constitucionais

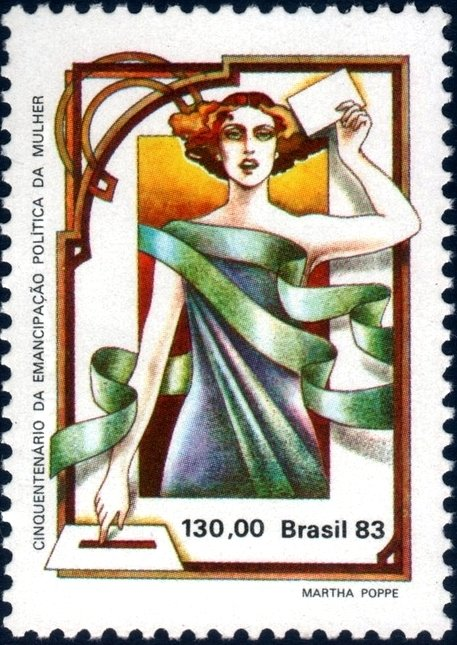
Selo postal de 1983 comemorativo ao sufrágio feminino no Código Eleitoral de 1932.

### Constituição de 1934
Nomeada em 1933, pelo Governo Provisório, para elaborar a primeira página da nova Constituição, Berta Lutz incluiu várias medidas para promover a igualdade de direitos entre homens e mulheres. Não apenas foi concedido às mulheres o direito de ocupar cargos no governo e de ganhar salários iguais por trabalhos iguais, também foi dado a elas preferência sobre homens em todos os cargos no governo relacionados a casa, maternidade, crianças e condições de trabalho para as mulheres. O tratamento preferencial conferido às mulheres em relação a determinados cargos públicos foi controversa na época.

### Constituição de 1988
A Constituição de 1988 declarou as mulheres iguais aos homens em todos os aspectos legais, declarando explicitamente no Artigo 5, do Título II, que "homens e mulheres têm iguais direitos e deveres sob os termos desta Constituição." Uma cláusula foi adicionada também ao documento, anunciando que a terra distribuída pela reforma agrária poderia ser atribuída e intitulada "em nome do homem, mulher, ou a ambos, independente do estado civil."
Esta foi a primeira vez na história do Brasil que as mulheres poderiam, legalmente, ser chamadas de beneficiárias da reforma agrária. A Constituição de 1988 também declarou, pela primeira vez, que homens e mulheres, urbanos e rurais, tinham os mesmos direitos a benefícios da segurança social. Porém, apesar da declaração de direitos, as instituições não tinham sido estabelecidas para habilitar ou impor a igualdade de gênero na reforma agrária.
Além disso, a Constituição prometeu "...proteção no mercado de trabalho para a mulher através de incentivos específicos, previstos em lei", e estabeleceu um mínimo obrigatório de licença maternidade de 120 dias e a introdução de uma licença paternidade.

## Direitos econômicos

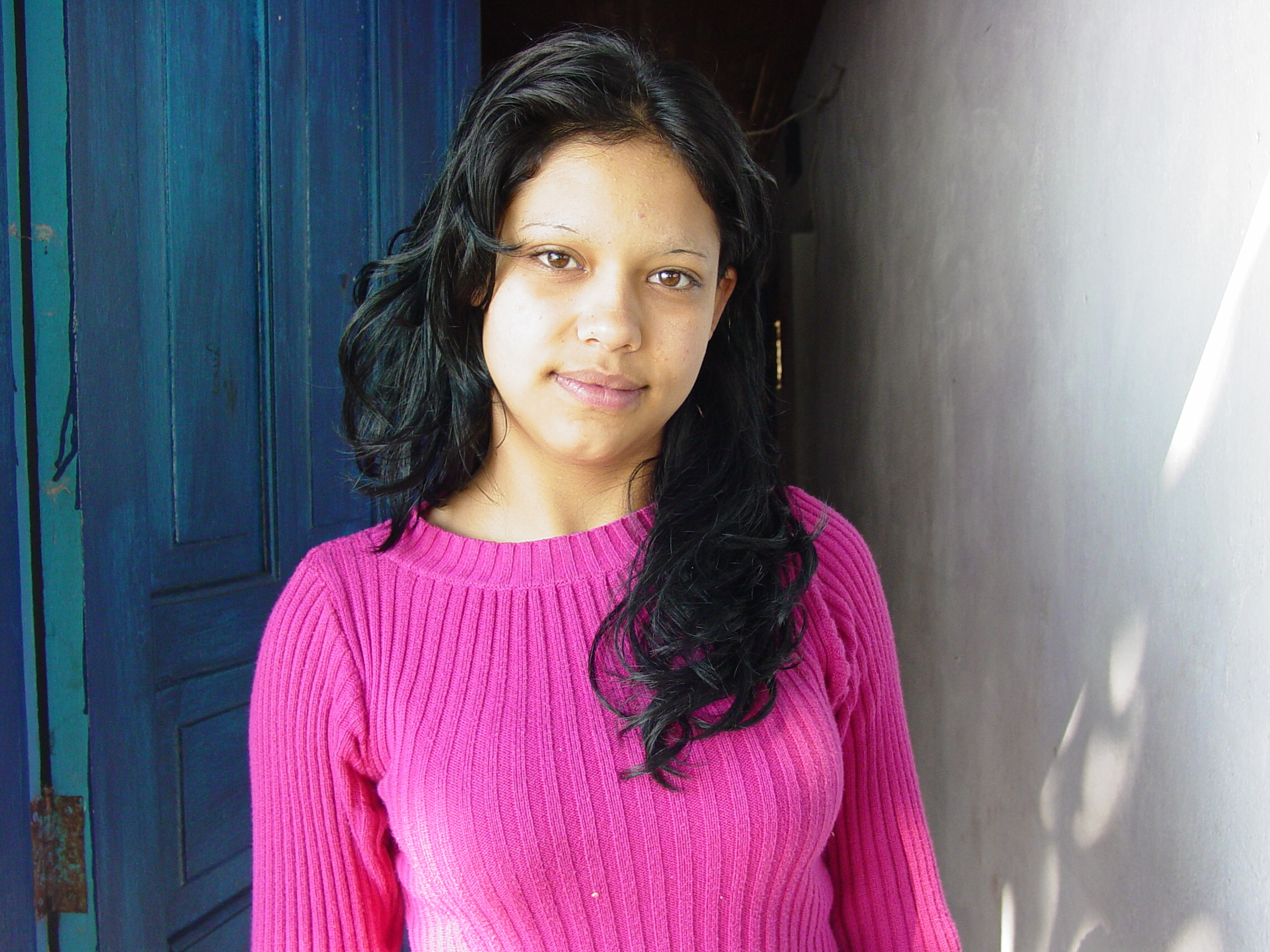
Menina brasileira em São Francisco do Sul, Brasil.

A agricultura para exportação e, em grande parte, a força de trabalho feminina na América Latina creceu significativamente nas últimas três décadas. Pesquisas ilustraram como fazendas no nordeste do Brasil constroem, propositadamente, uma divisão do trabalho baseada no gênero e a frequência com que mulheres têm piores salários e condições do que que homens.
De acordo com o Banco Mundial, 42% das pessoas empregadas no setor não-agrícola eram mulheres.
A lei prevê 120 dias de licença maternidade remunerada para as mulheres e sete dias para os homens. A lei também proíbe os empregadores de exigir testes de gravidez de qualquer candidato ou de apresentar certificados de esterilização, contudo alguns empregadores ainda pediram certificados de esterilização de candidatas ou evitaram contratar mulheres em idade fértil. Violações da lei são puníveis com penas de prisão de até dois anos para os empregadores, enquanto a empresa poderá ser multada em dez vezes o salário de seu mais bem pago empregado.
O assédio sexual é crime, punível com até dois anos de prisão. A lei abrange avanços sexuais no local de trabalho ou em instituições de ensino e entre os prestadores de serviços ou clientes. No local de trabalho, aplica-se apenas em situações hierárquicas, nas quais o agressor tem posto maior que o da vítima. Apesar de a legislação existir e ter sido imposta, acusações permanecem raras, e a extensão do problema não foi documentada.

### Direitos de propriedade
Embora as mulheres possuam significativos direitos de propriedade sob a atual Constituição Brasileira, regimes de herança e de reforma agrária comprometem a capacidade das mulheres de adquirir e manter propriedades no Brasil. Sob o Código Civil brasileiro, mulheres casadas não podiam, legalmente, adquirir ou possuir propriedade própria até 1962. A lei da herança difere de acordo com o regime matrimonial, que são quatro: Comunhão Parcial, Comunhão de Bens, Separação de Bens e Participação Final dos Aqüestos. Estes eram desfavoráveis para as mulheres, mas foram reformados no século XXI. Os regimes foram criticados por colocarem viúvas na posição de meras depositárias dos bens para os filhos em vez de legítimas proprietárias. Com efeito, estudos mostram que a capacidade da mulher de exercer seu direito de propriedade herdada é, em grande parte, influenciado pelo fato de ela ser vista como uma potencial agricultora. Mulheres são, muitas vezes, negadas o acesso à propriedade herdada, porque elas não herdam de seus pais e não são reconhecidas como chefes dignas de unidades produtivas.
Apesar de uniões consensuais serem reconhecidas pela Constituição de 1988, mulheres em uniões consensuais só tiveram seus direitos de herança igualados aos das casadas em 1994.
Com o retorno ao governo civil em 1985, o presidente José Sarney fez da distribuição mais equitativa da terra um de seus objetivos, emitindo, em 1986, uma diretiva ao Ministério da Reforma Agrária e de Desenvolvimento Territorial, pedindo que os beneficiários da terra fossem escolhidos "independentemente do sexo." Em conjunto com a abertura democrática dos anos 1980, um movimento de mulheres rurais surgiu com chamadas para a inclusão de mulheres em sindicatos rurais e em garantias de benefícios da segurança social, como o pagamento de licença maternidade e de aposentadorias, para mulheres da roça.
A Confederação Nacional dos Trabalhadores na Agricultura (CONTAG), maior organização de trabalhadores agrícolas no Brasil, abordou os direitos das mulheres pela primeira vez em 1985, durante seu quarto congresso, quando decidiu ampliar a filição a mais mulheres e trabalhar ativamente para acabar com a discriminação de gênero. Demandas por direitos de propriedade agrária mais iguais, defendidas por organizações como a Central Única dos Trabalhadores, o Ministério da Agricultura, o Conselho Nacional dos Direitos da Mulher levaram à inclusão de medidas de reforma agrária na Constituição de 1988. Queixas sobre a igualdade de distribuição de terras no Brasil continuaram, como pode ser visto na Marcha da Margaridas de 2000, na qual mais de quinze mil mulheres marcharam em Brasília, exigindo alocação de terra conjunta para casais, ao invés apenas para homens.
O Código Civil de 2003 aumentou os direitos das mulheres, proporcionando igualdade de gênero na aquisição, gestão e administração de propriedade trazida para dentro da união ou adquirida após o casamento. No entanto, as regras tradicionais continuam a ser aplicadas na prática, especialmente em áreas rurais, comprometendo os direitos de propriedade de mulheres.